# Benozzo Gozzoli
Benozzo Gozzoli (ur. 1420, zm. ok. 1497–1498) – włoski malarz renesansowy pochodzący z Florencji. Znany przede wszystkim z malowideł ściennych z orszakiem Trzech Króli w kaplicy Palazzo Medici we Florencji.
Był uczniem Fra Angelica. Choć swoją działalność artystyczną rozpoczął jeszcze przed połową XV wieku, jego dorobek nie wpisuje go do grona artystów z 1. połowy tego wieku. Nie był bowiem, tak jak oni, artystą przewrotowym, nie wprowadzał w swoich dziełach nowych wartości, ale przyswajał sobie ich dokonania i popularyzował je. Malował szybko, przedstawiając sceny spokojne i pozbawione grozy, zwłaszcza cykle z życia świętych, Maryi i Jezusa.

## Obrazy

### Cykl św. Franciszka w Montefalco

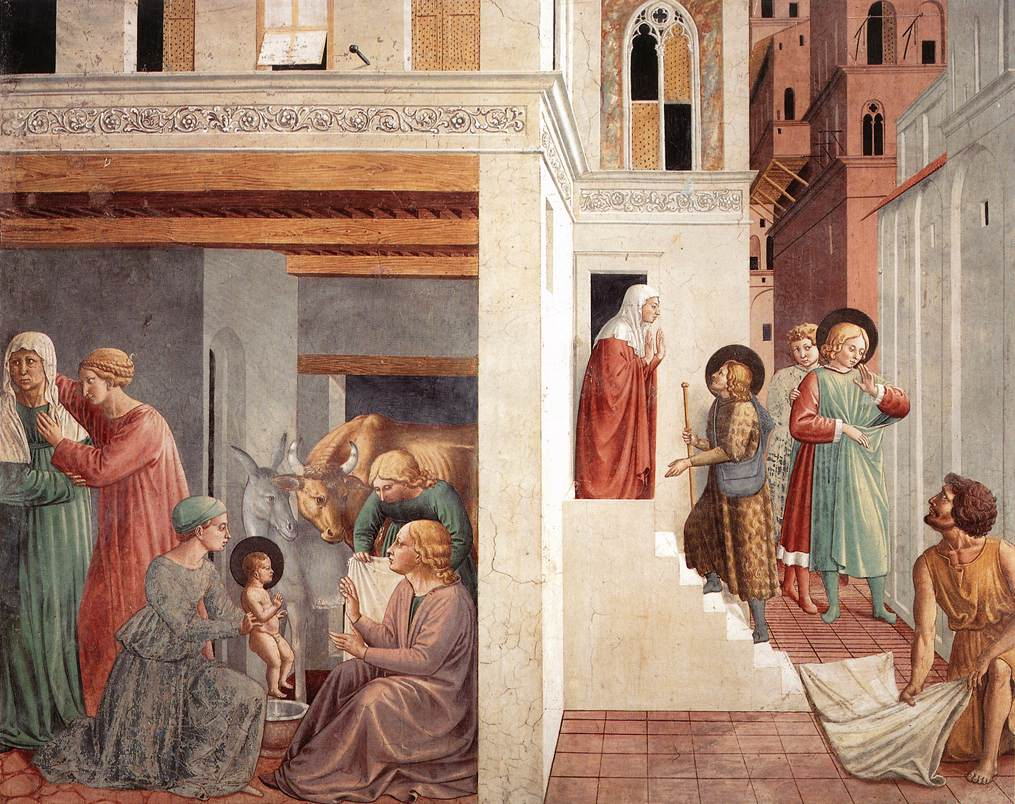
Pierwsza scena z cyklu św. Franciszka: wizyta pielgrzyma, narodziny i rozścielenie płaszcza

Pierwszy cykl namalował w 1452 roku kościele w Montefalco, na którego ścianach zobrazował życie św. Franciszka z Asyżu. Cykl składa się z 12 fresków, a na każdym przedstawionych jest po kilka scen. Na pierwszym ukazana jest scena narodzin św. Franciszka, mająca miejsce w stajni, tak jak w przypadku Jezusa. Dziecko jest kąpane, a młodą matkę przyszły odwiedzić dwie znajome. Scena z prawej strony wyjaśnia, dlaczego Franciszek urodził się w stajni – przed jego narodzinami jego rodziców odwiedził pielgrzym (Chrystus), który radził matce udać się właśnie do stajenki. Ten sam fresk pokazuje także rozścielenie płaszcza przez przyszłym świętym. Kolejne malowidła ukazują dalsze dzieje Franciszka: oddanie płaszcza ubogiemu, sen Franciszka o pałacu z krzyżami, spotkanie ze św. Dominikiem, sen Innocentego III, kazanie do ptaków, cud w Greccio, wreszcie stygmatyzacja świętego i jego śmierć.
W cyklu widać, że choć tło architektoniczne jest jeszcze gotyckie, to perspektywiczny sposób jego ukazania średniowieczny już nie jest. W innych scenach zamiast budynków tle Benozzo Gozzoli namalował krajobraz z pagórkami. W cyklu brak jest nowych schematów ikonograficznych; malarz powtarzał wcześniejsze rozwiązania, m.in. Giotta.

### Inne dzieła
W kościele w San Gimignano Benozzo Gozzoli wykonał cykl poświęcony św. Augustynowi. W Campo Santo w Pizie namalował swój największy cykl, przedstawiający sceny biblijne. Epizody ze Starego Testamentu posłużyły artyście do ukazania życia w XV wieku. Namalował także i inne malowidła oraz obrazy tablicowe.